# Mk 48 (機関銃)
Mk 48機関銃（マーク48きかんじゅう、英語: Mark 48 machine gun）は、FNハースタル社が開発した軽機関銃。基本的には、ミニミのアメリカ軍仕様であるM249をもとに、アメリカ特殊作戦軍（USSOCOM）の要求に応じて、7.62x51mm NATO弾を使用するなど設計を変更したものである。

## 来歴
アメリカ軍は、分隊支援火器としてベルギー製のミニミ軽機関銃を選定し、1984年よりM249軽機関銃として配備を開始した。これは陸軍・海兵隊の分隊用軽機関銃として広く配備されたほか、1996年には特殊作戦に最適化した発展型としてM249特殊作戦用火器（SPW; M249E4）も発表された。そして2000年には、SPWをもとにした特殊作戦軍向けの発展型として、Mk 46 mod 0へと進化した。
2000年代初頭、特殊作戦軍は、その隷下の海軍部隊である海軍特殊戦コマンド（NAVSOC）で使用されていたMk 43 mod 0（M60E4）機関銃の後継となる軽機関銃の要求仕様を公表した。これに応じて、ミニミのメーカーであるFNハースタル社はミニミの7.62ミリ口径モデルを開発して、生産を開始した。これをアメリカ軍が採用したのが本銃である。

## 設計
上記の通り、本銃は基本的にはM249軽機関銃をもとに7.62x51mm NATO弾を使用するよう設計を変更したものである。これは、Navy SEALsが行うような水陸両用作戦・特殊作戦では、敵が防衛用に使用する汎用機関銃の火線下での前進を強いられる場合があるが、これに対抗できる射程・威力を確保しつつ、少人数の特殊作戦部隊でも携行できることを求められたためであった。
基本的な構造はM249と変わらないが、作動機構は改修された。M249で使用されていた5.56x45mm NATO弾と比べて、7.62x51mm NATO弾のほうが反動が強く弾頭も重いため、射撃中のコントロールと弾薬消費を考慮した結果、発射速度は最高でも毎分800発に抑えられた。また、給弾機構についても、M249は弾倉（STANAG マガジン）と弾帯（M27リンク）の両方を切り替えて使用できたのに対し、Mk 48は、先行するMk 46と同様に弾倉による給弾の機能を省いており、M13 リンクのみを使用する。
また、改良型のMk 48 mod 1では、M249の最新型と同様に、異なる銃身長や銃把、銃床の組み合わせを選択できる。

## 採用国と運用者
- アメリカ合衆国 - アメリカ特殊作戦軍（主にNavy SEALsおよび第75レンジャー連隊に採用された）[3][注 1]
- インド - インド軍特殊部隊 (Special forces of India) [6]

なお、FNハースタル社では、（特殊作戦に最適化しない）通常の軽機関銃としてのミニミの7.62ミリ口径モデルも販売しており、オーストラリア国防軍では「マキシミ」（MAXIMI; 「最大」を意味する「マキシマム」（maximum）と「ミニミ」（MINIMI）との合成語）と称している。

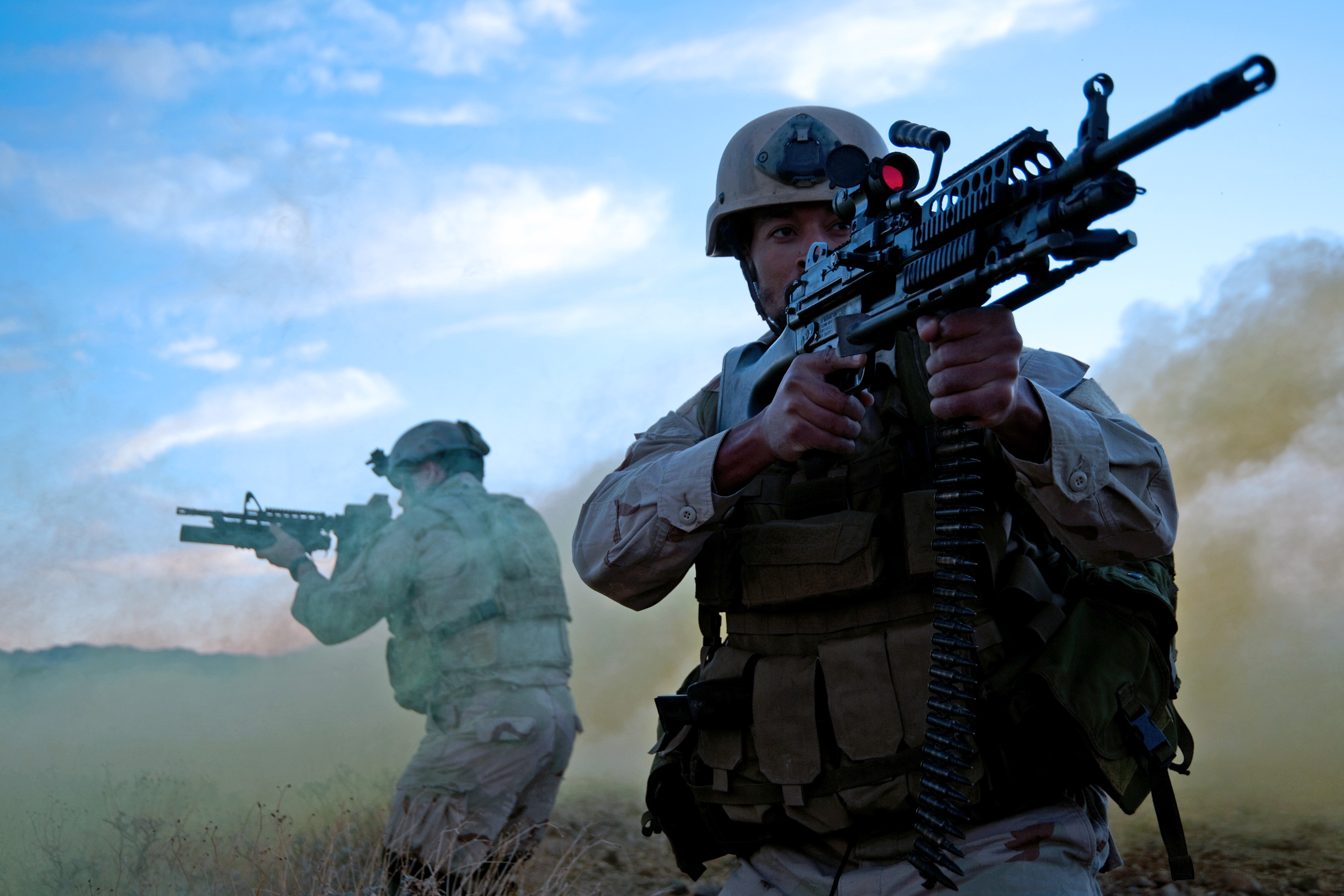
Mk 48を構えるSEALs隊員（手前）
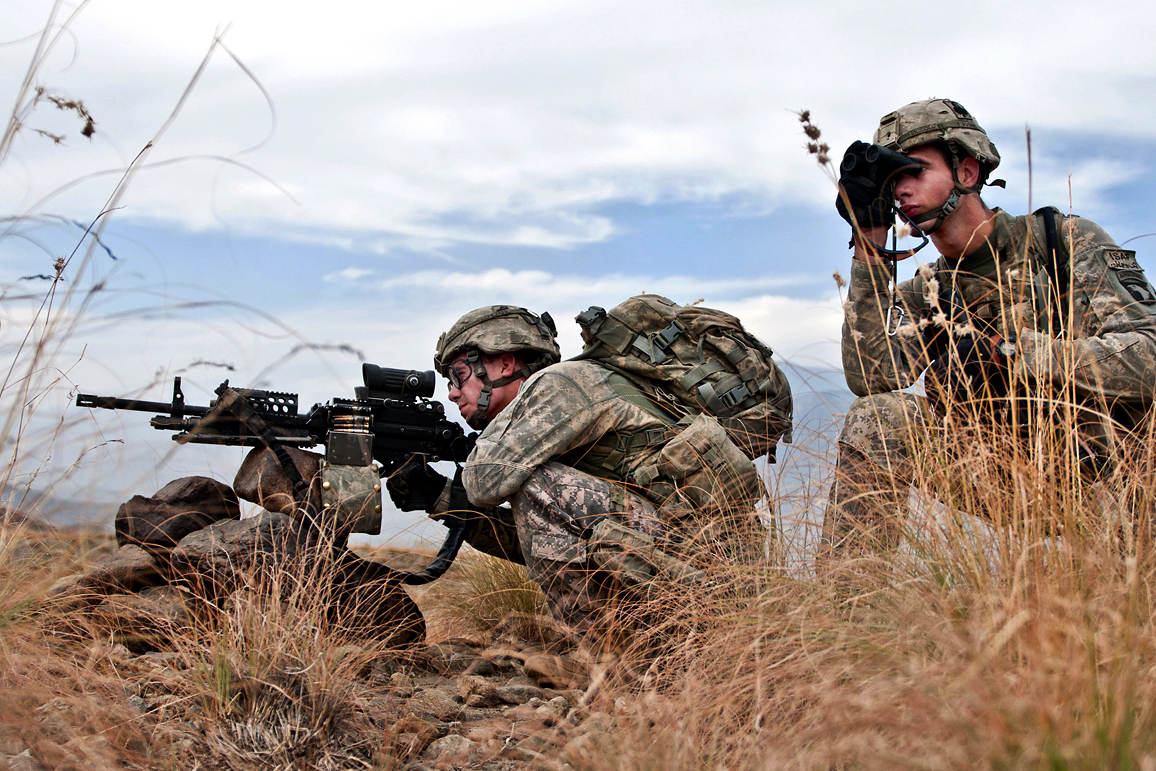
Mk 48を構える2/327歩兵大隊の兵士（第101空挺師団）
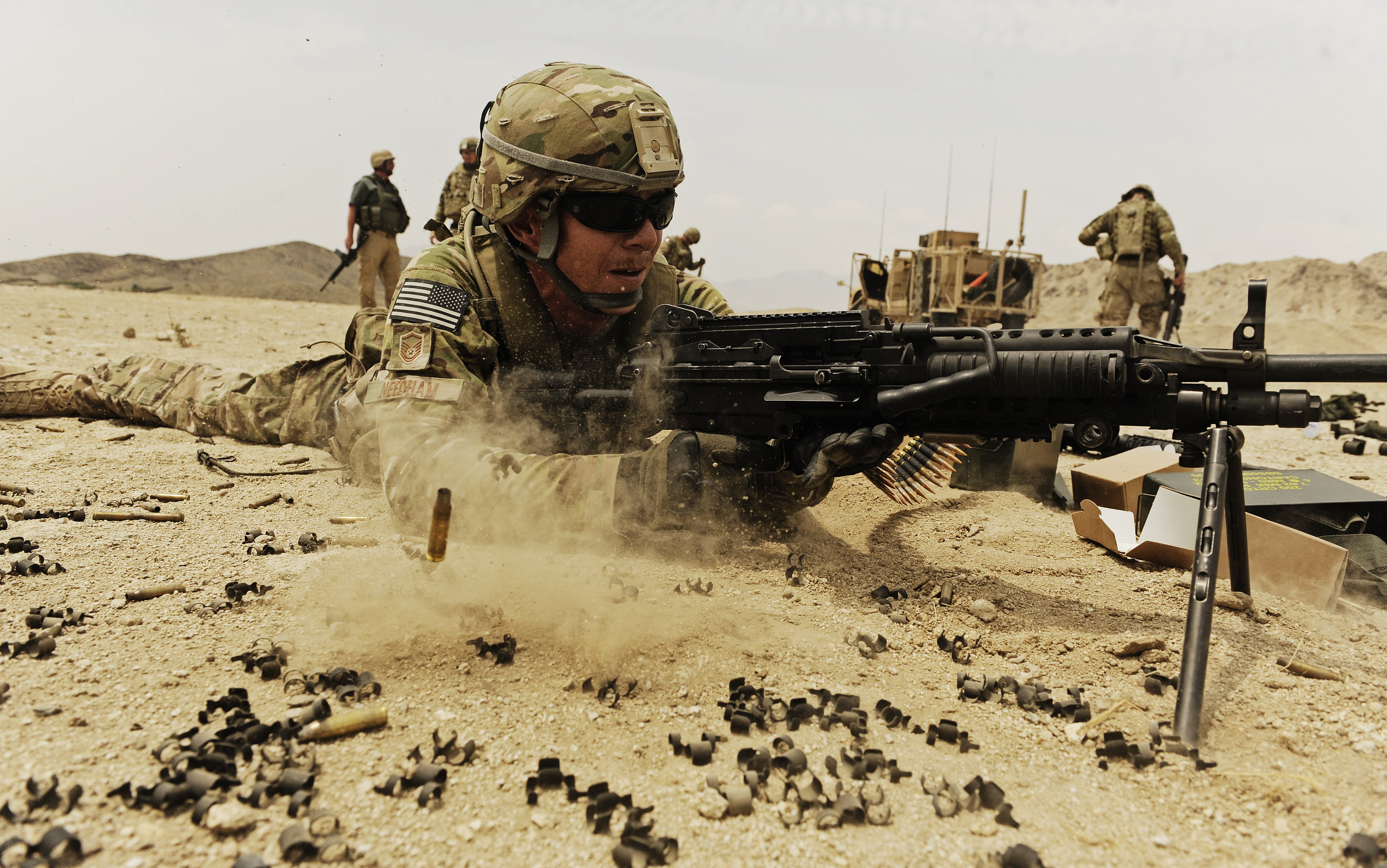
地方復興チームに配属された空軍軍曹による発砲シーン